# Erzsébet Pongrátzné Vasvári
Erzsébet Pongrátzné Vasvári (* 28. Juni 1954 in Budapest; † 25. November 2022 ebenda) war eine ungarische Sportschützin.

## Karriere
Erzsébet Pongrátzné Vasvári, die von ihrem Vater Pál Vasvári trainiert wurde, konnte 1990 sowie 1994 WM-Gold im Mannschaftswettbewerb im Skeet gewinnen. Des Weiteren konnte sie bei Weltmeisterschaften zwei Silber- und fünf Bronzemedaillen gewinnen. Sie wurde zudem vierfache Europameisterin und nahm an den Olympischen Sommerspielen 1992 in Barcelona teil. Im Skeet-Wettkampf belegte Pongrátzné Vasvári den 58. Platz.
Nach ihrer aktiven Karriere wurde sie Trainerin der Nationalmannschaft und trainierte dabei unter anderem ihre Tochter Bianka Pongrátz.